# Taeyang
Dong Young-bae (kor. 동영배, * 18. Mai 1988 in Uijeongbu, Südkorea) ist ein südkoreanischer Pop- und R&B-Sänger und Model. Auf der Bühne ist er unter dem Pseudonym Taeyang (kor. 태양) und Sol (Eigenschreibweise: SOL) bekannt.
Nachdem er im Musikvideo zu A-yo des südkoreanischen Rappers Jinusean aufgetreten war, unterschrieb er auch seinen Ausbildungsvertrag bei YG Entertainment, im Alter von 12 Jahren. Nach sechs Jahren Stimm- und Tanz-Training debütierte er 2006 als Teil der südkoreanischen Boygroup Big Bang, die viele Erfolge für sich verbuchen konnte.

## Leben und Karriere
Taeyang sammelte seine ersten Erfahrungen 2003, als er den Rap-Part des Liedes Prayer von Labelmate Wheesung übernahm. Geplant war ursprünglich, dass er und der gegenwärtige Band-Partner G-Dragon ein Duo unter dem Namen GDYB gründen sollten. Das Projekt wurde jedoch nicht realisiert. Stattdessen holte man vier weitere Auszubildende dazu, T.O.P., Daesung, Seungri und Hyun Seung, um die Gruppe Big Bang zu kreieren. Hyun Seung erfüllte als einziger die Anforderungen nicht und verließ YG. Die restlichen fünf Jungs bekamen Künstlernamen und so wurde aus Dong Young-bae Taeyang (kor. 태양; Sonne), obwohl ursprünglich Taekwon im Gespräch gewesen war. Mit Big Bang erlebte Taeyang viele Erfolge und die Band zählt nach wie vor zu den erfolgreichsten südkoreanischen Boybands.
Parallel zu seinen Aktivitäten mit Big Bang veröffentlichte Taeyang eigenes Material. Seine erste Extended Play, welche Hot hieß, veröffentlichte er am 22. Mai 2008 und verbuchte mehr als 50.000 verkaufte Einheiten für sich. Seine erste Single folgte am 15. Oktober 2009, gefolgt von der zweiten, Wedding Dress, am 13. November 2009.
Sein erstes Studioalbum veröffentlichte Taeyang unter dem Titel Solar am 1. Juli 2010. Einen Monat später, im August, veröffentlichte er in einigen Ländern sein erstes internationales Album, welches Solar International hieß. Das Album Solar verkaufte sich fast 85.000-mal in Südkorea und ist somit sein erfolgreichster Tonträger.
Für das Japan-Debüt von Big Bang wählte er den Künstlernamen Sol (Eigenschreibweise: SOL) dazu. Im Zuge der Japan-Promotions von Big Bang arbeitete er auch mit der japanischen Sängerin Thelma Aoyama zusammen und veröffentlichte seine erste japanische Kollaboration Fall in Love, die sich allerdings mit Platz 29 in den Oricon-Charts zufriedengeben musste und sich bis zu 5.000-mal in Japan verkaufen konnte.
Seit 2012 arbeitete Taeyang an einem zweiten Studioalbum, welches voraussichtlich im September 2013 erscheinen sollte, aber bisher noch nicht veröffentlicht wurde. CEO Yang Hyun-suk von YG Entertainment ließ Taeyang hierbei erstmals freie Hand bei der Produktion des Studioalbums. Jedoch wurde eine Single mit dem Titel Ringa Linga im November 2013 veröffentlicht.
Sein zweites Studioalbum Rise erschien im Juni 2014 und sein drittes White Night im August 2017.
Taeyang ist seit 2013 mit der südkoreanischen Schauspielerin Min Hyo-rin liiert. Das Paar lernte sich am Set von 1AM kennen. Die beiden heirateten am 3. Februar 2018 in Seoul.
Am 12. März 2018 begann er seinen Militärdienst.

## Diskografie
Studioalben

| Jahr | Titel       | Höchstplatzierung, Gesamtwochen, AuszeichnungChartplatzierungen (Jahr, Titel, Platzierungen, Wochen, Auszeichnungen, Anmerkungen) | Höchstplatzierung, Gesamtwochen, AuszeichnungChartplatzierungen (Jahr, Titel, Platzierungen, Wochen, Auszeichnungen, Anmerkungen) | Höchstplatzierung, Gesamtwochen, AuszeichnungChartplatzierungen (Jahr, Titel, Platzierungen, Wochen, Auszeichnungen, Anmerkungen) | Anmerkungen                                               |
| Jahr | Titel       | KR | JP | US | Anmerkungen                                               |
| ---- | ----------- | --- | --- | --- | --------------------------------------------------------- |
| 2010 | Solar       | KR1 (33 Wo.)KR | — | — | Erstveröffentlichung: 1. Juli 2010                        |
| 2014 | Rise        | KR1 (36 Wo.)KR | JP2 (13 Wo.)JP | US122 (1 Wo.)US | Erstveröffentlichung: 13. Juni 2014 Verkäufe: + 135.417   |
| 2017 | White Night | KR3 (2 Wo.)KR | JP8 (4 Wo.)JP | — | Erstveröffentlichung: 16. August 2017 Verkäufe: + 230.118 |

## Tourneen
- 2014–2015: Rise World Tour
- 2017: White Night World Tour